# Epirhyssa anamikae
Epirhyssa anamikae là một loài tò vò trong họ Ichneumonidae.